# Selenia (zoologia)
Selenia Hübner, 1823 è un genere di lepidotteri notturni appartenente alla famiglia Geometridae, diffuso in Eurasia, Nordafrica e America settentrionale e centrale.

## Tassonomia
Nel 1999, c'erano circa 24 specie comprese nel genere.
Le specie includono:
- Selenia alciphearia
- Selenia dentaria
- Selenia kentaria
- Selenia lunularia
- Selenia tetralunaria